# Thaia producta
Thaia producta är en insektsart som beskrevs av Irena Dworakowska 1976. Thaia producta ingår i släktet Thaia och familjen dvärgstritar. Inga underarter finns listade i Catalogue of Life.